# Paul Pul
Paulus Pul (Amsterdam, 28 november 1883 – Den Haag, 24 mei 1954) was een Nederlands bariton-bas.
Hij was zoon van houtdraaier Jan Pul en Gezina Johanna Hendrika Derjeu. Hijzelf was tussen 1911 en 1918 getrouwd met Elisabeth Margaretha Meuwsen en vanaf 1922 met Hendrika van de Beek. Hij overleed een half jaar na zijn vrouw aan een hartinfarct in de Sionkerk in Den Haag, waar hij aan een koorrepetitie zou beginnen. Hij werd begraven in het graf van zijn vrouw te Barneveld (De Plantage).
Hij begon als amateurzanger, maar dan wel al als solist; hij was toen werkzaam in de hout- en metaalbewerking en niet veel later als elektricien. Hij kreeg zijn muziekopleiding van Cornelis van Dokkum en Johan Willem Oostveen in Amsterdam. Een latere studie vond plaats bij Frytag in Duitsland. Hij maakte vanaf 1907 deel uit van een hele ris aan operagezelschappen. Zijn solistendebuut vond op 8 februari 1908 plaats in de rol van Mees in de opera Op hoop van zegen van Charles Grelinger, uitgevoerd in het Paleis voor Volksvlijt. Na twee seizoenen bij de Nederlandse Opera van Désiré Pauwels, trok hij in 1911 naar Duitsland om te gaan zingen in Stuttgart (twee seizoenen) en Hamburg (1 seizoen). De uitbraak van de Eerste Wereldoorlog en de daarop vooruitlopende mobilisatie maakten een eind aan zijn loopbaan aldaar. Hij kwam naar Nederland en sloot zich weer aan bij operagezelschappen waaronder de Co-Opera-Tie.
Zijn bekendste rol zou die van Mephistoles uit Faust van Charles Gounod worden alhoewel bij meer dan negentig producties betrokken was. Vanaf 1929 was hij koordirigent van diverse in Den Haag (Paul Pul Koor) en omstereken.
Zijn stem is bewaard gebleven in een beperkt aantal plaatopnames voor Grammophon. Hij was in zijn succesjaren ook een aantal keren te beluisteren op de radio.